# Meunasah Balee (Bandar Baru)
Meunasah Balee is een bestuurslaag in het regentschap Pidie Jaya van de provincie Atjeh, Indonesië. Meunasah Balee telt 774 inwoners (volkstelling 2010).